# Duel (film)

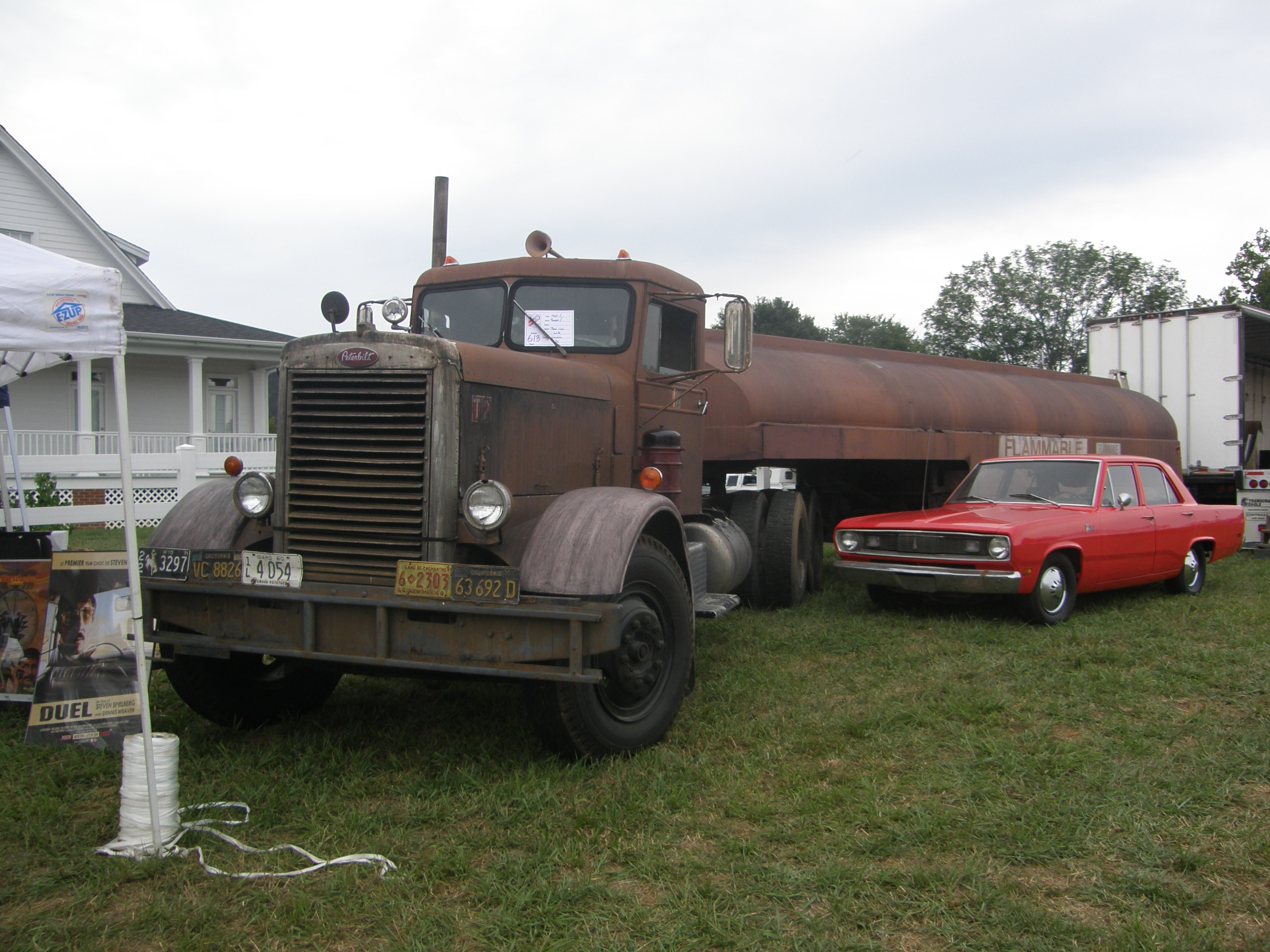
Een van de tankwagens die voor de film werden gebruikt op een vrachtwagenshow in 2010 naast een Plymouth Valiant

Duel is een Amerikaanse thrillerfilm uit 1971, geregisseerd door Steven Spielberg, gebaseerd op een kort verhaal van Richard Matheson. De film gaat over een vertegenwoordiger die op een eenzame weg in een gevecht op leven en dood terechtkomt met een tankwagenchauffeur. Het was oorspronkelijk een televisiefilm maar werd later bewerkt tot bioscoopfilm. De film betekende het debuut van Spielberg als filmregisseur die tot die tijd alleen televisiefilms gemaakt had.

## Inhoud
De zachtmoedige David Mann (Dennis Weaver) is een reizende vertegenwoordiger die met zijn auto op weg is naar Forbes (zijn collega) in de verzengende hitte van Californië wanneer hij op een tankwagen stuit. Hij haalt de tankwagen in, maar even later wordt hij zelf door de tankwagen ingehaald, waarbij de bestuurder (Carey Loftin) Mann afsnijdt. Mann haalt de tankwagen opnieuw in en stopt even later bij een benzinestation. Hij belt daar met zijn vrouw (Jacqueline Scott). De tankwagenchauffeur is ondertussen uitgestapt en Mann ziet diens leren laarzen onder de trailer van de tankwagen. Wanneer Mann van het benzinestation wegrijdt, duikt de tankwagenchauffeur weer achter hem op. Mann laat hem passeren, want de wagen komt zeer dichtbij. Maar zodra de tankwagen hem voorbij is en opnieuw heeft afgesneden, begint deze langzamer te rijden.
Mann begint zich licht te ergeren, maar wil zich niet laten kennen. Hij ziet zijn kans schoon wanneer hij op een parallelle rijbaan kan komen. Hij geeft extra gas op de naastgelegen rijbaan en weet voor de tankwagen terug op de hoofdweg te komen. Deze gaat vanaf dan kort op Manns bumper zitten. Telkens wanneer Mann zijn snelheid verhoogt, gaat de tankwagen daarin mee. Mann moet zijn auto uiteindelijk met snelheden van meer dan 100 mijl per uur (160 km/h) onder controle zien te houden. Mann, ten einde raad, slipt met hoge snelheid tegen een hekwerk bij een wegrestaurant aan, waardoor hij een whiplash lijkt op te lopen.
Wanneer hij zich in het restaurant heeft opgefrist, ziet hij dat de tankwagen aan de overkant van de weg staat geparkeerd. Mann schrikt, gaat zitten en observeert elke klant die aan de bar zit. De mannen aan de bar kijken Mann vreemd aan, want normaal komen er geen zakenmensen in het restaurant. Mann ziet uiteindelijk dat er twee mannen zijn met dezelfde leren laarzen die hij bij het benzinestation heeft gezien. Hij vraagt zich af wat hij moet doen en denkt er ondertussen over de politie te bellen. Hij besluit dit echter niet te doen. Hij kijkt nog wat rond en ziet dan een man met leren laarzen die aan een tafel een sandwich zit te eten. Mann observeert de man aandachtig en besluit hem aan te spreken. Het gesprek verloopt niet zo soepel. Mann wordt uiteindelijk boos om de reacties van de man en slaat diens sandwich uit zijn handen. Hier wordt de man woedend om en hij slaat Mann twee keer in zijn buik voordat de restauranteigenaar (Eddie Firestone) opduikt om de man tegen te houden. De man blijkt uiteindelijk toch niet de bestuurder van de tankwagen te zijn: hij rijdt in zijn eigen vrachtwagen weg. Kort hierna blijkt de werkelijke tankwagenchauffeur plotseling gewoon in zijn voertuig te zitten. Door een raam ziet Mann hem wegrijden. Hij rent er in een opwelling nog achteraan, maar het is tevergeefs.
Mann loopt terug naar zijn auto en rijdt langzaam verder. Een eindje verderop staat een buschauffeur met motorpech (Lou Frizzell) met een groep schoolkinderen langs de kant van de weg. Hij gebaart Mann te stoppen. Hij vraagt Mann de bus een zetje te geven met zijn auto, zodat hij de bus weer op gang kan krijgen. Dat verloopt niet goed wanneer Manns auto, zoals Mann al had voorspeld, onder de bumper van de bus vast komt te zitten. Ze krijgen de auto niet meer los. Ondertussen is vlakbij, aan het eind van een tunnel, de tankwagen gekeerd en deze rijdt nu een stukje terug in de richting van de bus waar Mann en de buschauffeur de auto nog steeds niet loskrijgen. In de tunnel komt de tankwagen tot stilstand. Mann merkt hem uiteindelijk op en raakt in paniek. Hij probeert de schoolkinderen terug de bus in te jagen zodat die veilig zijn, maar die gaan er niet in. De tankwagen komt weer in beweging en Mann staakt zijn poging om de kinderen de bus in te krijgen. In plaats daarvan sleurt hij de buschauffeur mee naar zijn auto. De buschauffeur gaat achter het stuur zitten en rijdt achteruit, terwijl Mann op de motorkap staat te springen om zijn auto los te krijgen. Dit lukt en Mann rijdt net op tijd weg voordat de tankwagen bij hem is. Even later achteromkijkend ziet hij dat de tankwagenchauffeur de buschauffeur helpt door de schoolbus voort te duwen. Mann is in de war en vraagt zich af waarom de tankwagenchauffeur hém van het leven wil beroven, maar de buschauffeur helpt. Mann besluit weg te rijden.
Mann komt aan bij een spoorwegovergang wanneer er een trein aankomt. Wanneer hij even staat te wachten, staat de tankwagen opeens achter hem. De bestuurder probeert Mann onder de trein te duwen door hem vanachteren langzaam op te drukken. Mann schrikt en trapt op de rem terwijl hij uit het raam schreeuwt dat de man moet stoppen. Die gaat echter gewoon door. Mann probeert nu achteruit te rijden tegen de tankwagen in, maar de tankwagen heeft veel meer kracht en duwt hem en zijn auto naar voren. Vlak voordat hij onder de trein dreigt te komen, rijdt de laatste wagon voorbij. Hij trapt het gas in en rijdt de berm in. De tankwagen rijdt weg.
Even later besluit Mann door te rijden om zijn afspraak te halen. Helaas voor hem komt hij de tankwagen toch weer tegen. Hij rijdt er een poosje achteraan en ziet dan een benzinestation. Hij rijdt daarheen terwijl de tankwagen doorrijdt en verderop in de berm tot stilstand komt. Mann stapt uit en vraagt naar de telefoon. De oude exploitante van het benzinestation (Lucille Benson) wijst hem de weg en ze vervangt op zijn verzoek de radiatorslang. Mann belt de politie, maar voordat hij goed kan uitleggen wat er aan de hand is, is de tankwagen al gekeerd en rijdt deze op de telefooncel in. Mann weet er net op tijd uit te springen. Ook een aantal vitrines op het terrein waarin de oude vrouw reptielen houdt, worden door de tankwagen omvergereden. Mann vlucht naar zijn auto en rijdt met plankgas weg. De tankwagenchauffeur rijdt achter hem aan.
Aan het eind van twee rotswanden waar Mann doorheen rijdt, stuurt Mann de auto rechts de berm in. Hij draait om en verstopt zich met zijn auto achter de zijkant van een van de rotswanden naast een spoor. De tankwagen rijdt voorbij en ziet Mann over het hoofd. Mann is zo overstuur dat hij uitgeput in slaap valt. Na ongeveer een uur geslapen te hebben, schrikt Mann wakker door de claxon van een trein, die veel weg heeft van de claxon van de tankwagen. De trein rijdt voorbij en Mann schiet in de lach omdat hij de trein voor de tankwagen aanzag. Hij start zijn auto, rijdt de weg weer op en vervolgt in een rustig tempo zijn reis.
Opeens trapt hij op de rem en slipt, want de tankwagen staat een eindje verderop geparkeerd in de berm. Mann is weer in de war, want hij dacht dat hij van de tankwagen af zou zijn. Na een tijdje houdt Mann een auto aan met een oud echtpaar erin. Hij vraagt aan hen om de politie te bellen, maar ze weigeren. Na een discussie komt opeens de tankwagen achteruitrijdend op de auto af. De oude man in de auto rijdt snel achteruit en Mann rent naar zijn eigen auto, maar omdat hij weet dat hij niet genoeg tijd heeft om de auto te starten, rent hij de berm in. De tankwagen rijdt nu recht op Manns auto af, maar stopt vlak voordat hij die raakt. Dit doet hij om Mann uit te dagen voor een duel. Mann is zo gefrustreerd dat hij het duel aangaat.
Hij is weer terug bij af, want de tankwagen achtervolgt hem weer met hoge snelheden. Uiteindelijk rijdt Mann een berg op. De tankwagen kan de berg niet zo snel beklimmen en daardoor kan Mann een voorsprong opbouwen. Achteraf blijkt dat de vrouw van het benzinestation door de aanval met de tankwagen haar werk met de radiatorslang niet heeft kunnen voltooien, waardoor de slang kapotgaat. Hierdoor valt de motor uit en kan Mann zijn voorsprong niet meer uitbreiden. Mann mindert langzaam snelheid en gaat van 50 mijl (80 km) naar 13 mijl (20 km). De tankwagen heeft hierdoor voordeel en komt steeds dichter bij Mann. Mann raakt in paniek en schreeuwt tegen zijn auto van angst. Hij weet de top nog net te bereiken voordat zijn auto stilstaat en gaat naar beneden. Zijn auto bouwt zo'n hoge snelheid op dat hij onderaan de berg niet meer kan afremmen en keihard tegen een rotswand aan knalt. De tankwagenchauffeur rijdt recht op Mann af met de bedoeling hem tussen zijn tankwagen en de rotswand te pletten, maar Mann weet de motor net op tijd te starten en rijdt nu een andere heuvel op met een ravijn ernaast.
Dit is een doodlopende weg, dus op de heuvel staan de twee lijnrecht tegenover elkaar. Vervolgens begint de tankwagen op Mann af te rijden. Mann plaatst zijn koffer op het gaspedaal van zijn auto en springt de auto uit net voordat deze met de tankwagen in botsing komt. Manns auto vliegt in brand, waardoor het zicht van de vrachtwagenchauffeur wordt belemmerd. Het lukt de bestuurder niet meer de tankwagen op tijd tot stilstand te brengen, waardoor de tankwagen het ravijn in rijdt en totaal verwoest wordt. Mann is erg blij met zijn overwinning en gaat vervolgens uitgeput op de rand van de heuvel zitten. Nadenkend gooit hij steentjes in het ravijn.

## Rolverdeling
| Acteur                 | Personage               |
| ---------------------- | ----------------------- |
| Dennis Weaver          | David Mann              |
| Dale Van Sickel served | Weaver's stuntchauffeur |
| Carey Loftin           | tankwagenbestuurder     |
| Jacqueline Scott       | Mrs. Mann               |
| Eddie Firestone        | cafébaas                |
| Lou Frizzell           | buschauffeur            |
| Eugene Dynarski        | Man in café             |
| Lucille Benson         | vrouw                   |
| Tim Herbert            | pompbediende            |
| Charles Seel           | oude man                |
| Shirley O'Hara         | serveerster             |
| Amy Douglass           | oude vrouw in auto      |
| Alexander Lockwood     | oude man in auto        |
| Sweet Dick Whittington | radio interviewer       |

## Productie
Het scenario is gebaseerd op een verhaal van Richard Matheson, die al vaker afleveringen geschreven had voor The Twilight Zone. Matheson werd ooit zelf door een bumperklevende vrachtautochauffeur belaagd, wat hem tot het verhaal inspireerde. Omdat hij niemand wist over te halen er een televisiefilm van te maken, besloot hij er een verhaal van te maken dat door Playboy gepubliceerd werd.
Omdat de film min of meer vier elementen heeft, namelijk de hoofdpersoon (Mann), de personenauto, de tankwagen en het landschap, moest hieraan veel aandacht worden besteed. De auto (een Plymouth Valiant) werd zorgvuldig gekozen. De tankwagen (een oude Peterbilt 281) moest er dreigend uitzien. De tankwagen had volgens Spielberg het uiterlijk van een gezicht en een team werd ingezet om de wagen lelijker te maken. De nummerplaten voorop suggereren dat deze al meer slachtoffers had gemaakt. De besturing van de tankwagen werd toevertrouwd aan Carey Loftin, een stuntman, die volgens Spielberg het juiste karakter had om iemand sadistisch op te jagen. Het landschap moest er verlaten uitzien.
De achtergrondmuziek werd gecomponeerd door Billy Goldenberg, die ter inspiratie een aantal malen meereed in de tankwagen met Carey Loftin, wat voor hem heel angstaanjagend was.
De eerste versie van deze film werd opgenomen in 12 of 13 dagen op een afgezet stuk weg in Soledad Canyon, de Sierra Highway en in de buurt van Santa Clarita, alle in Los Angeles County. Later werden extra opnamen gemaakt om de film bioscoopwaardig te maken. Dit waren de beginscène waarin de hoofdpersoon op weg gaat, de scène met de spoorwegovergang, de schoolbus en het telefoongesprek met zijn vrouw. Voor de extra opnamen werden twee nieuwe tankwagens aangeschaft.

## Interpretatie
De film kent erg weinig tekst en bouwt volledig op de visuele dreiging. De bestuurder komt slechts een enkele keer van afstand in beeld, waardoor de tankwagen meer zelf een persoonlijkheid lijkt te hebben. Doordat de bestuurder niet te zien is, strijdt de hoofdpersoon met het onbekende. De film zou later vergeleken worden met het werk van Alfred Hitchcock, met een alledaags persoon die opeens moet vechten voor zijn leven en een langdurige, ongelijke strijd moet voeren.

## Trivia
- In de aflevering "Never Give a Trucker an Even Break" (seizoen 1 aflevering 11) van de Amerikaanse tv-serie The Incredible Hulk werden naast bepaalde shots uit deze film ook een gelijkwaardige tankwagen en auto gebruikt. Dit was voor Spielberg een reden om bij latere films vast te leggen dat deze niet voor stock footage gebruikt mogen worden.
- Op het moment dat de tankwagen in het ravijn stort, is een angstaanjagende dierlijke schreeuw te horen die later ook in de film Jaws (1975) bij de aanval van de haai gebruikt werd. Dit geluid was weer overgenomen uit de film The Land Unknown uit 1957.
- De film heeft later een cultstatus gekregen en er is meerdere malen in films aan gerefereerd.
- In 1977 kwam de film The Car uit, over een auto die een dorp terroriseert. Deze film was geïnspireerd op Duel.